# Chaucer Elliott
Edwin S. "Chaucer" Elliott, kanadski športnik in hokejski sodnik z britanskimi koreninami, * 20. avgust 1878, Kingston, Ontario, Kanada, † 13. marec 1913. 
Igral je za hokejsko in nogometno moštvo univerze Queen's University. Dve leti je bil tudi kapetan nogometnega moštva. Prav tako je igral za moštvo Kingston Granites, zmagovalce Kanadskega prvenstva leta 1899. Univerzo je zapustil pred diplomiranjem, da bi organiziral polprofesionalen bejzbolski klub v Kingstonu. S klubom je želel tekmovati v ligi, ki jo je ustanovil z ostalimi moštvi iz Ontaria in New Yorka. 
Pozimi 1906 je treniral ragbi moštvo Toronto Argonauts, ki je v ligi ORFU zabeležilo bilanco 3-2. Naslednje leto je postal trener ragbi moštva Winged Wheelers. Leta 1908 je bil imenovan za svetovalca za vse športe pri Montrealski amaterski atletski zvezi AAA. Elliott je s položaja odstopil leta 1910, da bi se vrnil na mesto trenerja moštva Toronto Argonauts. Slednji so končali z bilanco 3-3 in so bili na drugem mestu lige IRFU izenačeni z moštvom Ottawa Rough Riders. Tudi ta položaj je zapustil, leta 1911, da bi postal direktor bejzbolskega moštva St. Thomas Saints. 
Kariero hokejskega sodnika je začel leta 1903 v ligi OHA. Leta 1912 je sodil finalno tekmo OHA lige med moštvoma Toronto Canoe Club in Orillia. 
Leta 1913 so mu odkrili neozdravljivo obliko raka v dimljah. Umrl je leta 1914 pri starosti 34 let. 
Leta 1961 je bil sprejet v Hokejski hram slavnih lige NHL.